# پیشتازان فضا: عمق فضای نهم
پیشتازان فضا: عمق فضای نهم (انگلیسی: Star Trek: Deep Space Nine) یک مجموعه تلویزیونی علمی تخیلی ساخته ریک برمن و مایکل پیلر است که از سال ۱۹۹۳ تا ۱۹۹۹ پخش شده‌است.

## نامگذاری
نام "دیپ اسپیس ناین" (Deep Space Nine) به معنای "فضای عمیق ۹" اشاره به موقعیت جغرافیایی و راهبردی این ایستگاه فضایی در کهکشان دارد. این نام در دنیای داستانی "پیشتازان فضا" به دلیل موارد زیر انتخاب شده است:
1. موقعیت مکانی دورافتاده: ایستگاه دیپ اسپیس ناین در نزدیکی مرز فدراسیون سیارات متحد و قلمرو کارداسیان قرار دارد. این مکان دور از مناطق مرکزی فدراسیون، به آن ماهیت یک پایگاه مرزی و دورافتاده می‌دهد که به نوعی "فضای عمیق" نامیده می‌شود.

2. توالی نامگذاری ایستگاه‌ها: این ایستگاه یکی از چندین ایستگاه فضایی در مناطق مرزی فدراسیون است که به ترتیب عددی نامگذاری شده‌اند. عدد "نه" نشان‌دهندهٔ نهمین ایستگاه در این مجموعه ایستگاه‌های فضایی است.
3. تغییر کاربری: در ابتدا این ایستگاه تحت اشغال کارداسیان‌ها به نام "ترک نور" (Terok Nor) فعالیت می‌کرد. پس از پایان اشغال کارداسیان‌ها و استقلال سیارهٔ بجر، فدراسیون این ایستگاه را در اختیار گرفت و آن را با نام "دیپ اسپیس ناین" نامگذاری کرد.

این نامگذاری هم بر دورافتاده بودن موقعیت آن تأکید می‌کند و هم به تاریخچه و هدف عملیاتی آن در فضای مرزی کهکشان اشاره دارد.

## فصل‌ها
| فصل | قسمت‌ها | قسمت‌ها | تاریخ اصلی روی آنتن رفتن | تاریخ اصلی روی آنتن رفتن |
| فصل | قسمت‌ها | قسمت‌ها | اولین بار                | آخرین بار                |
| --- | ------ | ------ | ------------------------ | ------------------------ |
| ۱   | ۲۰     | ۲۰     | ۳ ژانویه ۱۹۹۳            | ۱۹ ژوئن ۱۹۹۳             |
| ۲   | ۲۶     | ۲۶     | ۲۵ سپتامبر ۱۹۹۳          | ۱۱ ژوئن ۱۹۹۴             |
| ۳   | ۲۶     | ۲۶     | ۲۴ سپتامبر ۱۹۹۴          | ۱۷ ژوئن ۱۹۹۵             |
| ۴   | ۲۵     | ۲۵     | ۳۰ سپتامبر ۱۹۹۵          | ۱۵ ژوئن ۱۹۹۶             |
| ۵   | ۲۶     | ۲۶     | ۲۸ سپتامبر ۱۹۹۶          | ۱۶ ژوئن ۱۹۹۷             |
| ۶   | ۲۶     | ۲۶     | ۲۷ سپتامبر ۱۹۹۷          | ۱۳ ژوئن ۱۹۹۸             |
| ۷   | ۲۶     | ۲۶     | ۳۰ سپتامبر ۱۹۹۸          | ۲ ژوئن ۱۹۹۹              |